# Bad Cat
Bad Cat (Turks: Kötü Kedi Şerafettin) is een Turkse computeranimatiefilm uit 2016 gebaseerd op het gelijknamige stripboek uit de Kötü Kedi Şerafettin-stripreeks. De film werd geproduceerd door Anima İstanbul en gedistribueerd door Odin's Eye Entertainment onder regie van Mehmet Kurtuluş en Ayşe Ünal. Op 28 oktober 2016 werd deze film vertoond op het KLIK! Amsterdam Animatie Festival.

## Verhaal
De ruige kat Shero, Rifki de zeemeeuw en Riza de rat maken zich klaar voor een barbecue feestje in Istanboel. Hun grootse avond met eten, alcoholische drank en mooie vrouwen wordt overhoop gegooid wanneer Shero onverwachts verliefd wordt, achterna wordt gezeten door een zombie, en erachter komt dat hij de vader is van een buitenechtelijk kind met de naam Taco.

## Stemverdeling
- Uğur Yücel: kat Shero
- Demet Evgar: katje Taco en kat Misscat
- Okan Yalabık: cartoonist en buldog
- Güven Kıraç: rat Rıza
- Gökçe Özyol: zeemeeuw Rıfkı
- Ahmet Mümtaz Taylan: kunstenaar Tank
- Yekta Kopan: kat Black
- Ayşen Gruda: hospita, grootmoeder Hazel
- Cezmi Baskın: winkel eigenaar Semi
- Ozan Kurtuluş: zwerfhond en mannelijke paramedicus
- Bülent Üstün: zeemeeuw Mertan
- Ayşe Ünal: paramedicus vrouw
- Mehmet Kurtuluş: commissaris
- Turgut Doğru: politie